# Joven Bélgica

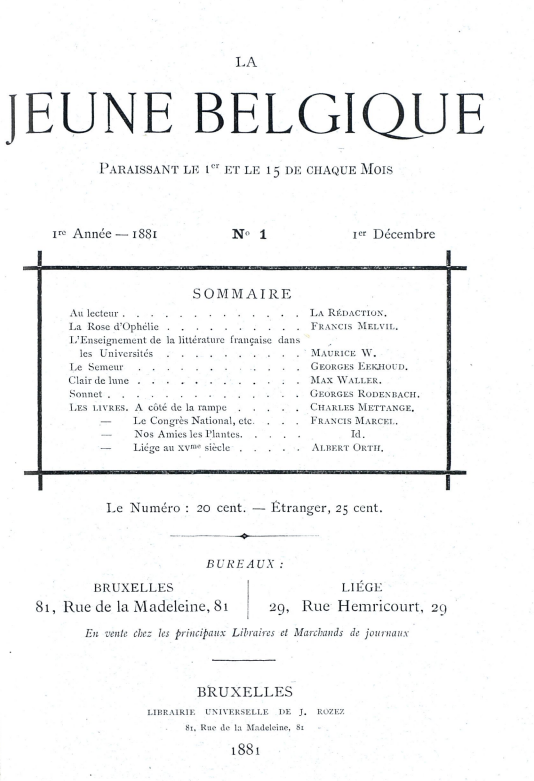
Página de índice del primer número de la revista La Jeune Belgique

Joven Bélgica (en francés, La Jeune Belgique) fue una sociedad y movimiento literario valón que publicó la revista literaria en francés La Jeune Belgique entre 1881 y 1897. La sociedad fue fundada por el poeta belga Max Waller. A la revista contribuyeron entre otros Georges Rodenbach, Eugène Demolder, Émile Verhaeren, Maurice Maeterlinck, Albert Giraud, Georges Eekhoud, Camille Lemonnier y Auguste Jennart.